# Велика Јерменија
Велика Јерменија (јерм. Մեծ Հայք) је име које се односило на јерменску државу на Јерменској висоравани и којом је владао краљ Артаксија I у првој половини 2. вијека п. н. е. Појам се односио на јерменска краљевства током класичног, касног античког и средњовјековног доба, а користили су га и јерменски и нејерменски аутори.
Римљани су је користили назив Armenia Major, а Грци Ἀρμενία Μεγάλη, да би се разликовала од Мале Јерменије (јерм. Փոքր Հայք; лат. Armenia Minor, Armenia Inferior). Касније је појам кориштен како би се разликовало средњовјековно краљевство које је настало у Киликији, а понекад је називано и Мала Јерменија. Иако су њене границу биле у сталном опадању, Велика Јерменија је приближно обухватала подручје источно од Еуфрата до области Арцах на истоку, савремену државу Грузију на сјеверу, са југом који се додиривао са сјеверном Месопотамијом.